# Zanthoxylum panamense
Zanthoxylum panamense es una especie de árbol perteneciente a la familia de las rutáceas. Es nativa de Costa Rica, Honduras, Nicaragua y Panamá. 

## Descripción
Son árboles que alcanzan un tamaño de 8–12 m de alto, los troncos armados con acúleos, las ramitas ocasionalmente con pocas espinas. Las hojas son alternas e imparipinnadas, de 26-41 cm de largo, rachis terete, con 9-15 folíolos, el ápice obtuso. Las inflorescencias en panículas terminales o subterminales, de 8-16 cm de largo. El fruto en folículos con semillas de 4 mm de largo.

## Distribución y hábitat
Es una especie poco común, se encuentra en los bosques húmedos, en la zona atlántica; a una altitud de 100–180 metros, desde el sur de México a Panamá.

## Taxonomía
Zanthoxylum panamense fue descrita por Percy Wilson y publicado en Contributions from the United States National Herbarium 20(12): 479, en el año 1922.
Sinonimia
- Zanthoxylum jaimei D.M.Porter[3]